# ジ・エクストリーミスト—極—
『ジ・エクストリーミスト—極— 』（原題：The Extremist）は、アメリカ合衆国のギタリスト、ジョー・サトリアーニが1992年に発表した4作目のスタジオ・アルバム。

## 背景
前作『フライング・イン・ア・ブルー・ドリーム』（1989年）では、サトリアーニ自身が18曲中6曲でボーカルも兼任していたが、本作はインストゥルメンタル路線に回帰した。ただし、日本初回盤ボーナス・トラック「クレイジー」のみ、サトリアーニ自身のボーカルもフィーチャーされており、この曲はヨーロッパではシングル「Friends」のカップリング曲として発表され、更にスタジオ・アウトテイクやライブ音源を集めたアルバム『タイム・マシーン』（1993年）にも収録された。

## 反響
アメリカのBillboard 200では、自身最高の22位に達した。イギリスでは、サトリアーニのアルバムとしては初めて全英アルバムチャート入りを果たし、6週トップ100入りして最高13位を記録した。ノルウェーでは、サトリアーニの作品としては唯一のアルバム・チャート入りを果たし、6週連続でトップ20入りして、うち2週にわたり5位を記録する大ヒットとなった。

## 評価・影響
本作は第35回グラミー賞において最優秀ロック・インストゥルメンタル・パフォーマンス賞にノミネートされた。フィル・カーターはオールミュージックにおいて5点満点中4点を付け「ジャカジャカした"Summer Song"、温かい"Friends"、痛烈な"Motorcycle Driver"、ザクザクとした"The Extremist"といった曲で、サトリアーニのギタリストとしての才能がなおも衰えていないことを示している一方、ネオ・フォーク的な"Rubina's Blue Sky Happiness"やブルージーな"New Blues"は、以前の彼の曲とは一味違う」と評している。
収録曲「サマー・ソング」は、ウォークマンのコマーシャルソングに使用された。後に『グランツーリスモ4』のBGMとして収録された。

## 収録曲
全曲ともジョー・サトリアーニ作曲。
1. フレンズ - "Friends" - 3:29
2. ジ・エクストリーミスト - "The Extremist (Living on the Edge)" - 3:43
3. ウォー - "War" - 5:48
4. クライン - "Cryin'" - 5:43
5. ルビナズ・ブルー・スカイ・ハピネス - "Rubina's Blue Sky Happiness" - 6:11
6. サマー・ソング - "Summer Song" - 5:00
7. ティアーズ・イン・ザ・レイン - "Tears in the Rain" - 1:18
8. ホワイ - "Why" - 4:45
9. モーターサイクル・ドライヴァー - "Motorcycle Driver" - 4:58
10. ニュー・ブルーズ - "New Blues" - 7:03

### 日本初回盤CD (SRCS 5940)ボーナス・トラック
1. クレイジー - "Crazy" - 4:09

## 参加ミュージシャン
- ジョー・サトリアーニ - ギター(all songs)、バンジョー(on #1, #5)、ドブロ・ギター(on #2)、キーボード(on #2, #3, #4, #9)、ハーモニカ(on #2)、マンドリン(on #5)、シンセサイザー(on #5, #6, #7, #8)、ベース(on #8, #10)
- アンディ・ジョンズ - オルガン(on #2, #9)
- ブレット・タグル - オルガン(on #4)
- フィル・アシュトリー - シンセサイザー(on #5, #10)、キーボード(on #6, #10)
- マット・ビソネット - ベース(on #1, #2, #3, #4, #5, #6, #9)
- ダグ・ウィンビッシュ（英語版） - ベース(on #5)、イントロ(#10)
- グレッグ・ビソネット - ドラムス(on #1, #2, #3, #4, #5, #6, #8, #9)
- サイモン・フィリップス - ドラムス(on #5, #10)、タンバリン(on #5)
- パウリーニョ・ダ・コスタ - パーカッション(on #2, #3, #4, #6, #8, #9)
- ボンゴ・ボブ・スミス - エレクトロニック・ドラムス、パーカッション(on #8)
- ジェフ・キャンピテリ - シンバル(on #10)